# Khoroshiv (huyện)
Huyện Khoroshiv (tiếng Ukraina: Хорошівський район, chuyển tự: Khoroshivsʹkyi raion) là một huyện của tỉnh Zhytomyr thuộc Ukraina. Huyện Volodarsk-Volynskyi có diện tích 870 kilômét vuông, dân số theo điều tra dân số ngày 5 tháng 12 năm 2001 là 38409 người với mật độ 44 người/km2. Trung tâm huyện nằm ở Khoroshiv.